# مقشوش
المقشوش حلوى سعودية، تشتهر في منطقة المدينة المنورة وبعض مناطق غرب السعودية. ويؤكل في موسم الشتاء خاصة. يُصنع المقشوش من دقيق البر، والدقيق الابيض، والبيض، والخميرة، واللبن. ويضاف اليه العسل او السمن بعد التحضير.

## نبذة
يعود تاريخ المقشوش إلى عام 1823، أي ما يقارب 200 سنة، وهو يُقدّم على وجبة الفطور أو العشاء أو في الأفراح أو المناسبات، وهو حلوًى خفيفةً تقدم مع العسل أو الشيرة أو السكر، ويُعدُّ من الأطعمة التقليدية في السعودية.

## سبب التسمية
سميت بالمقشوش لانها تُقش من على الصاج، ويضاف إليها السمن مع العسل أو الدبس أو السكر، وتقدم عادةً في أي وقت مع القهوة أو الشاي، كما تقدم كثيراً كوجبة إفطار، بالإضافة إلى ارتباطها ببرودة الجو، ونزول الأمطار.

## روايات الأطباق الوطنية وأطباق المناطق
في بدايات عام 2023، سعت مبادرة "روايات الأطباق الوطنية وأطباق المناطق"، إلى التعريف بالمقشوش إقليميًا ودوليًا، ودعمه عن طريق الأنشطة والفعاليات، بالإضافة الى تقديم المقشوش في جميع المنافذ والمطارات التي تستقبل زوار السعودية وسائحيها.

## الحلوى الوطنية السعودية
في يناير من سنة 2023، اعتمدت هيئة فنون الطهي طبق المقشوش، بوصفه حلوى وطنية سعودية.